# TUBGCP3
TUBGCP3‏ (Tubulin gamma complex associated protein 3) هوَ بروتين يُشَفر بواسطة جين TUBGCP3 في الإنسان.